# فيرا هولم
فيرا لويز هولم، والمعروفة أيضًا باسم جاك هولم (29 أغسطس 1881-1 يناير 1969)، ممثلة بريطانية وناشطة حق تصويت المرأة. ولدت في لانكشاير، وبدأت العمل كممثلة متنقلة متنكرة في زي رجل عندما لم يعد والداها قادرين على إعالتها. كانت عازفة كمان ومغنية موهوبة، وعضوة في جوقة شركة أوبرا ديلي كارت، وبعد ذلك أصبحت عضوًا في فرقة مسرح الرواد. انخرطت بعد انضمامها إلى رابطة الممثلات في حركة حق تصويت المرأة، وأصبحت سائقة عائلة بانكيرست وأول سائقة محترفة في لندن.
انضمت هولم بعد اندلاع الحرب العالمية الأولى إلى شريكتها إيفيلينا هافرفيلد في احتياطي النساء المتطوعات. ذهبتا في عام 1915 إلى صربيا مع مستشفيات النساء الإسكتلندية للخدمة الخارجية كسائقة سيارة إسعاف ورئيسة لخدمات النقل الخاصة بهم. رفضت وهافرفيلد الإخلاء للبقاء مع مرضاهما عندما غزت قوى المركز صربيا. قُبض عليهما واحتُجزتا كأسيرتي حرب لعدة أشهر، لكنهما عادتا للعمل في وحدات مستشفيات النساء الإسكتلندية في رومانيا وروسيا بعد إطلاق سراحهما. كُرّمت بعد نهاية الحرب بميداليات من كل من روسيا وصربيا، وعادت إلى صربيا حيث ساعدت في إنشاء وإدارة دار للأيتام من عام 1919 إلى عام 1922.
عادت هولم في عام 1923 إلى بريطانيا وبدأت التمثيل مرة أخرى، وانتقلت إلى إسكتلندا مع اثنتين من زميلاتها القدامى في مستشفيات النساء الإسكتلندية. عاشت وشريكتيها في العلاقة الثلاثية، مارغريت غرينليز ومارغريت كير معًا في منزل في لوشيرنهيد، حتى غادرت كير في عام 1939. أصبحت هولم متحدثة ومحاضرة في المعاهد النسائية الريفية، كما أدارت وأنتجت المسرحيات في المنطقة. ظلت على علاقة مع غرينليز حتى وفاة الأخيرة في عام 1952.
توفيت هولم في غلاسكو عام 1969، وأرشيفها محفوظ في مكتبة النساء في كلية لندن للاقتصاد. تقدم مراسلاتها التي استمرت سنوات عديدة مع زميلاتها من مستشفيات النساء الإسكتلندية دليلًا ونظرة ثاقبة على حياة المثليات في فترة ما بين الحربين العالميتين في كل من بريطانيا وصربيا.

## النشأة
ولدت هولم في 29 أغسطس 1881 في بيركديل في لانكشاير في إنجلترا، ووالداها ماري لويزا (كرو قبل الزواج) وريتشارد هولم. كان والدها تاجر أخشاب من الطبقة المتوسطة. قضت هولم معظم شبابها في لانكشاير، لكنها التحقت بمدرسة دير في فرنسا غالبًا. كانت مقربة من شقيقها جوردون، الذي سمّى ابنه جاك وابنته فيرا تكريًما لها. انفصل والداها عندما كانت مراهقة وتزوجت والدتها مرة أخرى. اعتاد والدها على منحها نفقة بشكل دوري، ولكن نظرًا لعدم حصولها على دخل منتظم، عملت هولم المغنية وعازفة الكمان البارعة، كشخصية للرسم ومغنية وممثلة.

## حق تصويت المرأة
انخرطت هولم التي وصفتها سيلفيا بانكيرست بأنها «شابة صاخبة وانفعالية، والتي كثيرًا ما وبخها كبارها بسبب افتقارها إلى الكرامة» في مجموعة الحملة المسلحة للمطالبة بحق تصويت المرأة، الاتحاد الاجتماعي والسياسي للمرأة. نفذ الاتحاد الاجتماعي والسياسي للمرأة إجراءات مثيرة للجدل، مفضلًا التحديات المتطرفة لإحداث تغيير مجتمعي. انخرطت هولم في إحدى هذه المغامرات عندما اختبأت الأرغن الكبير بقاعة عامة في بريستول في مايو 1909، وانتظرت هناك طوال الليل مع إلسي هوي بهدف الصراخ «التصويت للنساء» في خطاب سياسي ألقاه أحد أعضاء البرلمان عن الحزب الليبرالي في اليوم التالي. أُحيت ذكرى أفعالهما في قصيدة بعنوان «سجل الأرغن» والتي كتبتها هولم، ونُشرت في عدد ذلك الشهر من مجلة التصويت للنساء.
غيرت بانكيرست رأيها في هولم بحلول نهاية العام، وأصبحت السائقة الرسمية لقائدتي الاتحاد الاجتماعي والسياسي للمرأة، إميلين بانكيرست وإيميلين بيثيك لورانس، مع زي رسمي وشعر قصير. ظهرت في المجلة التجارية ذا شوفور في عام 1911، والتي أشادت بمهاراتها الميكانيكية وقيادتها، ما جذب إليها الاهتمام الدولي.
كانت هولم فارسة بارعة، وغالبًا ما ركبت صهوة حصانها عندما قادت مسيرات المطالبة بحق تصويت المرأة. قادت في عام 1910 إحدى هذه المسيرات في لندن مع فلورا دروموند وإيفيلينا هافرفيلد. كانت هافرفيلد متزوجة من بارون ثري، لكنهما أصبحتا صديقتين مقربتين. أسست هولم وهافرفيلد، مع العالمة أليس لورا إيمبليتن، المعروفة باسم أليك، وشريكتها سيليا راي، رابطة فوساك الخاصة فيما بينهن في عام 1910. اقتصرت العضوية على النساء وناشطات حق تصويت المرأة. تشير الأدلة الداخلية إلى أن رابطة فوساك كانت جمعية سرية للمثليات. أصبحن صديقات مقربات، وكتبت هولم رسائل إلى إيمبليتن وراي، خاصة خلال الحرب العالمية الأولى.
سكنت هافرفيلد وهولم معًا في ديفون عام 1911 وظلتا شريكتين حتى وفاة هافرفيلد عام 1920. أُلقي القبض على هولم في 22 نوفمبر 1911 بتهمة رشق الحجارة وعرقلة عمل الشرطة، وسجنت لمدة خمسة أيام في سجن هولواي، حيث رسمت رسومات تخطيطية لزنزانتها وحبسها. دعت لينلي وماري بلاثويت- منذ عام 1909- ناشطات حق تصويت المرأة اللاتي سُجنّ باسم القضية، لزراعة الأشجار في المشجر المجاور لإيغل هاوس، منزلهما في باثستون. انضمت هولم للأخريات في زراعة الأشجار هناك. غيرت جميع النساء المشاركات في الكفاح من أجل حق التصويت، تركيزهن مؤقتًا إلى المجهود الحربي عندما دخلت بريطانيا الحرب. اعتقدن أن بدعمهن ومشاركتهن سيثبتن قيمتهن كمواطنات.